# Francesco Carafa
Francesco Carafa (ur. 29 kwietnia 1722 w Neapolu, zm. 20 września 1818 w Rzymie) – włoski duchowny, kardynał.

## Życiorys
Uzyskał doktorat z prawa rzymskiego i kanonicznego w 1747 na uniwersytecie La Sapienza w Rzymie. W styczniu 1760 papież Klemens XIII wyświęcił go na tytularnego arcybiskupa Patras i mianował nuncjuszem apostolskim w Wenecji. W grudniu 1766 powrócił do Rzymu na stanowisko sekretarza Kongregacji ds. Biskupów i Zakonów. W 1773 uzyskał nominację kardynalską. Był członkiem komisji do spraw likwidacji zakonu jezuitów. Prefekt Kongregacji do spraw Biskupów i Zakonów od 1775 do 1817. Legat w Ferrarze 1778-1786. Protoprezbiter Kolegium Kardynałów od 1788. Uwięziony w trakcie pierwszej kampanii Napoleona na Półwyspie Apenińskim, ostatecznie został zwolniony i wygnany do Neapolu. Uczestniczył w Konklawe 1799–1800. W lipcu 1800 wszedł w skład kongregacji do spraw odzyskania dóbr kościelnych skonfiskowanych podczas francuskiej okupacji.
Wicekanclerz Świętego Kościoła Rzymskiego od 1807 aż do śmierci. W trakcie napoleońskiej okupacji Rzymu 1809-1814 schronił się w konwencie Oratorium św. Filipa Nereusza Montelabbate w Marche. Był ostatnim żyjącym kardynałem z nominacji Klemensa XIV. Zmarł w wieku 96 lat, do końca życia zachowując sprawność umysłową.